# Bucovăț, Moldavien
Bucovăţ (ryska: Быковец) är en ort i Moldavien. Den ligger i distriktet Strășeni, i den centrala delen av landet, norr om floden Bîc. Bucovăţ ligger 115 meter över havet och antalet invånare är 1 600.
Terrängen runt Bucovăţ är huvudsakligen kuperad, men den allra närmaste omgivningen är platt. Trakten runt Bucovăţ består till största delen av jordbruksmark.